# Тифентелер, Густав
Густав Э. Тифентелер (англ. Gustav E. Thiefenthaler; 25 июля 1886, Унтервальден — 14 апреля 1942, Сент-Луис, Миссури) — американский борец, бронзовый призёр летних Олимпийских игр 1904.
На Играх 1904 в Сент-Луисе Тифентелер соревновался только в категории до 47,6 кг. Проиграв в полуфинале Роберту Карри, он всё равно получил бронзовую медаль без проведения встречи за третье место.